# Al Dempster
Pour les articles homonymes, voir Dempster.
Albert Taylor Dempster dit Al Dempster (23 juillet 1911, Atlantic City, New Jersey - 28 juin 2001 , Ventura, Californie) était un artiste de décors pour l'animation ayant travaillé pour les studios Disney.

## Filmographie
- 1940 : Fantasia séquence L'Apprenti sorcier, La Danse des heures
- 1941 : Dumbo
- 1942 : Saludos Amigos
- 1943 : Victoire dans les airs
- 1944 : Les Trois Caballeros
- 1945 : Casanova canin
- 1946 : La Boîte à musique
- 1946 : Mélodie du Sud
- 1953 : Peter Pan
- 1953 : Le Week-end de papa (Father's Week End)
- 1953 : Franklin et moi
- 1954 : Pigs Is Pigs
- 1954 : Casey Bats Again
- 1955 : La Belle et le Clochard
- 1956 : A Cowboy Needs a Horse
- 1957 : The Truth About Mother Goose
- 1959 : La Belle au bois dormant
- 1959 : How to Have an Accident at Work
- 1961 : Les 101 Dalmatiens
- 1961 : The Litterbug
- 1963 : Merlin l'Enchanteur
- 1964 : Mary Poppins
- 1967 : Le Livre de la jungle
- 1970 : Les Aristochats
- 1971 : L'Apprentie sorcière
- 1973 : Robin des Bois (styliste couleur)
- 1977 : Les Aventures de Winnie l'ourson
- 1977 : Les Aventures de Bernard et Bianca
- 1999 : Fantasia 2000 séquence L'Apprenti sorcier (de 1940)